# Grégory Bernard
Pour les articles homonymes, voir Bernard.

a Compétitions nationales et continentales officielles uniquement.

Grégory Bernard, né le 24 février 1984 à Digne-les-Bains, est un joueur français de rugby à XV qui évolue au poste de deuxième ligne.

## Biographie

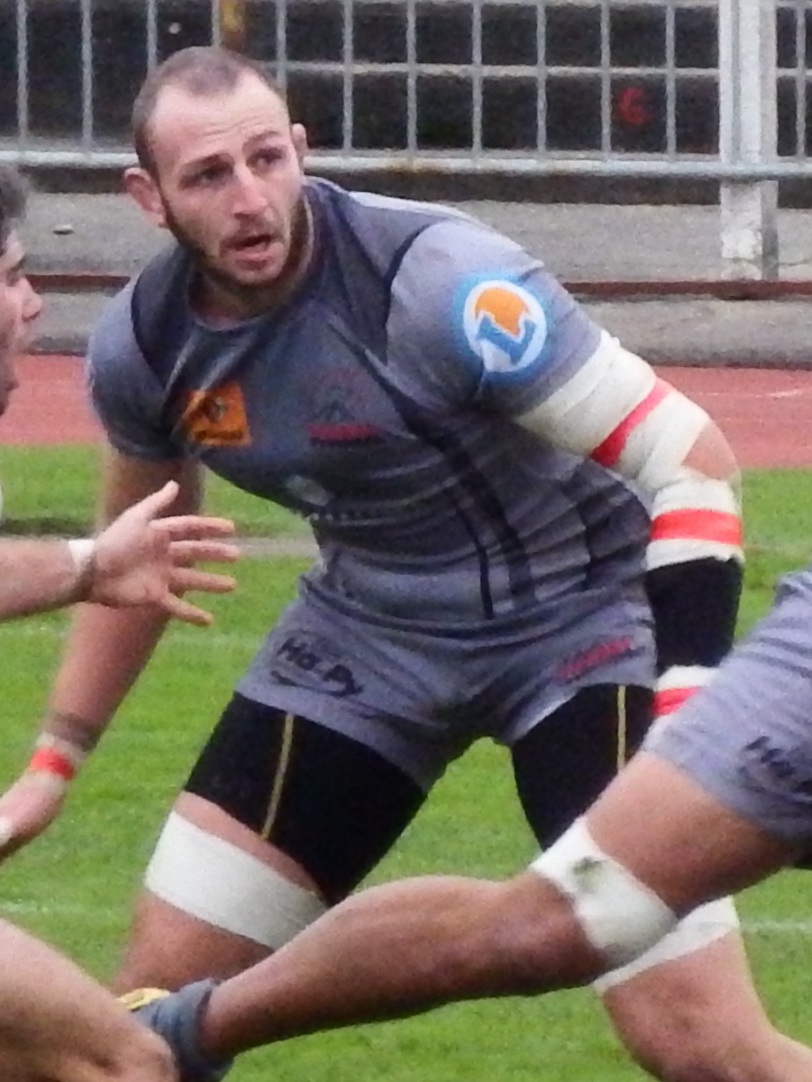
Grégory Bernard sous le maillot du Tarbes PR pendant la saison 2013-2014.

Né à Digne-les-Bains, Grégory Bernard commence à pratiquer le rugby à XV dans le club de sa ville natale, le RC Digne. Après y avoir évolué au niveau senior, il est recruté en tant qu'espoir par le RC Toulon. Il évolue durant trois saisons au total avec le RC Toulon ; pendant la saison 2005-2006, il évolue en Top 14 et en Challenge européen sous le maillot rouge et noir.
Il évolue par la suite avec le Stade rochelais à partir de 2007, puis s'engage avec CA Lannemezan à l'intersaison 2009, qui vient d'accéder à la Pro D2.
En 2010, il rejoint l'Union Bordeaux Bègles, paraphant un contrat d'une saison. Ayant accumulé très peu de temps de jeu avec le club bordelais, il s'engage pour la saison suivante avec le FC Auch.
Il joue ensuite avec le Tarbes PR à compter de 2013,.
Avant la saison 2014-2015, Bernard est contacté par Richard Dourthe, manager de l'US Dax ; il quitte ainsi le club de Tarbes pour rejoindre celui de Dax, signant un contrat de deux saisons plus une optionnelle, rejoignant ainsi plusieurs de ses anciens coéquipiers, entre autres Fabien Magnan, Anthony Salle-Canne et Charlie Ternisien. Bernard prend sa retraite sportive à l'intersaison 2017.

## Palmarès
- Championnat de France espoirs de rugby à XV :
  - Demi-finaliste : 2006[réf. nécessaire].